# Districtul Nong Saeng, Udon Thani
Nong Saeng (în thailandeză หนองแสง) este un district (Amphoe) din provincia Udon Thani, Thailanda, cu o populație de 25.802 locuitori și o suprafață de 659,4 km².

## Componență
Districtul este subdivizat în 4 subdistrcts (tambon), care sunt subdivizate în 38 de sate (muban).
| Nr. | Nume         | În thailandeză | Sate | Locuitori |  |
| --- | ------------ | -------------- | ---- | --------- |  |
| 1.  | Nong Saeng   | หนองแสง        | 8    | 4,461     |  |
| 2.  | Saeng Sawang | แสงสว่าง        | 8    | 7,157     |  |
| 3.  | Na Di        | นาดี            | 11   | 6,305     |  |
| 4.  | Thap Kung    | ทับกุง           | 11   | 7,879     |  |